# 凯尔茜·沃格
凯尔茜·劳伦·沃格（英語：Kelsey Lauren Wog，1998年9月19日—）生于萨斯喀彻温省里贾纳，是一名加拿大女子游泳运动员，主攻蛙泳。她在曼尼托巴省温尼伯长大，七岁时开始学习游泳，她最初并不喜欢游泳，后来她在省赛上首次夺冠后，她便开始喜欢上游泳。她在大约八岁时加入了曼尼托巴大学青少年游泳项目。2014年，她在南京青奥上完成了个人的国际大赛首秀。2016年，她进入曼尼托巴大学就读，并开始代表该校校队参加加拿大校际比赛。